# Wayne Grigsby
Pour les articles homonymes, voir Grigsby.
Wayne Grigsby est un producteur et scénariste canadien.

## Filmographie
Comme producteur
- 1992 : Au nord du 60e ("North of 60") (série télévisée)
- 1995 : Dark Eyes (série télévisée)
- 1996 : Black Harbour (série télévisée)
- 2000 : Task Force: Caviar (TV)
- 2000 : Le Drame du vol 111 (Blessed Stranger: After Flight 111) (TV)
- 2002 : Trudeau (feuilleton TV)
- 2002 : A Guy and a Girl (série télévisée)
- 2004 : Snakes & Ladders (série télévisée)
- 2004 : Sleep Murder (TV)
- 2004 : Sex Traffic (TV)
- 2005 : Trudeau II: Maverick in the Making (feuilleton TV)

Comme scénariste
- 1987 : Les Derniers jours d'un caïd (And Then You Die)
- 2000 : Task Force: Caviar (TV)
- 2002 : Trudeau (feuilleton TV)
- 2005 : Trudeau II: Maverick in the Making (feuilleton TV)